# Nikola Jekov
Nicola Jekov (în bulgară Никола Жеков) (n. 25 decembrie 1864/6 ianuarie 1865, Sliven, Imperiul Otoman – d. 1 noiembrie 1949, Füssen, Germania) a fost unul dintre generalii armatei Bulgariei din Primul Război Mondial.
A îndeplinit funcția de generalisim al Armatei Bulgariei, pe timpul campaniei acesteia în România, având gradul de general-locotenent.